# Șușița (Gorj)
Șușița (u gornjem toku također: Straja ili Amaru) je desna pritoka rijeke Jiu u Rumunjskoj. Ulijeva se u Jiu u blizini grada Târgu Jiu. Duljina joj je 37 km, a površina porječja 234 km2.

## Pritoke
Sljedeće rijeke su pritoke rijeke Șușița (od izvora do ušća):
- Lijeve: Grivele, Cartianu, Cracu, Zănoaga, Răchițelii, Strâmbu, Jara, Mitări, Cornul
- Desne: Valea Boului, Cârligu, Frasin, Măcriș, Corcotu, Țiganu, Tragoe, Valea Mare, Balta Verde, Richita, Valea Socilor, Suseni, Iaz